# Ле-Планьяль
Ле-Планья́ль (фр. Le Plagnal, окс. Lo Planhal) — коммуна во Франции, находится в регионе Рона — Альпы. Департамент коммуны — Ардеш. Входит в состав кантона Сент-Этьен-де-Люгдаре. Округ коммуны — Ларжантьер.
Код INSEE коммуны — 07175.
Коммуна расположена приблизительно в 480 км к югу от Парижа, 140 км юго-западнее Лиона, 55 км к западу от Прива.

## Население
Население коммуны на 2008 год составляло 72 человека.
| 1962 | 1968 | 1975 | 1982 | 1990 | 1999 | 2008 |
| ---- | ---- | ---- | ---- | ---- | ---- | ---- |
| 123  | 104  | 81   | 69   | 70   | 53   | 72   |

## Экономика
В 2007 году среди 41 человека в трудоспособном возрасте (15—64 лет) 21 были экономически активными, 20 — неактивными (показатель активности — 51,2 %, в 1999 году было 61,8 %). Из 21 активных работали 20 человек (11 мужчин и 9 женщин), безработной была 1 женщина. Среди 20 неактивных 4 человека были учениками или студентами, 9 — пенсионерами, 7 были неактивными по другим причинам.

## Фотогалерея
- Карта коммуны